# Prenom hebreu
El prenom hebreu és el nom propi usat per designar una persona a les societats antigues que s'obtenia habilitant un nom comú, un adjectiu o una expressió al·lusius a alguna característica de la persona a qui s'aplicava, o bé al que es desitjava que fos el nen o la nena quan fos gran, perquè el nom se li imposa quan encara és petit.

## Llista d'alguns prenoms d'origen hebreu
- Eva, vol dir, segons el Gènesi "mare de la Humanitat", tot i que potser és més probable que vingui de l'expressió "donar vida", en hebreu
- Adam, "tret de l'argila" o "terra vermella", ja que -segons el Gènesi- Déu el va fer d'argila
- Abel, "efímer, de poca durada", puix que va ser molt aviat assassinat per son germà Caín (tot i que també podria venir de l'assiri i significar simplement "fill").
- Abraham significava "pare de multituds".
- Sara, "princesa".
- Jacob, "el segon" (perquè era el segon dels dos bessons). Jacob ha esdevingut diversos prenoms moderns: Iacob (hebreu) > Iacobus (llatí) > Jacme (català antic) > Jaume (català modern); Sanctus Iacobus (sant Jaume, en llatí) > Santiago, Tiago i Diego, formes castellanes; hom considera que la forma catalana corresponent a Diego és Dídac, però podria venir del grec i significar "instruït" (del mateix mot grec que origina "didàctic"); i encara una altra variant de Jaume és Iago.
- Judà, Judes i Judit -com a forma femenina- probablement significa "elegit".
- Lia, "vaca".
- Raquel, "ovella".
- Benjamí, "fill de la dreta" o "fill petit".
- Moisès significava en egipci, segons la tradició, "salvat de les aigües", fent referència al rescat, per la filla del faraó, de les aigües del Nil on sa mare el diposità (tot i que podria venir de l'hebreu i significar "nen" o "fill").
- Samsó, "fort" o, potser "destructor".
- Dalila, "onda, ris ondulat"
- Ester, "estel" o potser ve del nom de la deessa babilònica Istar, Ishtar, i fenícia Ashtart, Astarté.
- David, "estimat".
- Salomó, "pacífic" (de scialom, "pau").
- Jonàs, "colom".
- Adina, "simpàtica", "gentil"
- Maria (en hebreu Míriam) és un nom d'origen desconegut, però que podria significar "rebel", "corpulenta" o venir de l'egipci i voler dir "estimada d'Ammó" (Ammó era un dels déus egipcis)
- Magdalena era el cognom de Maria, la deixeble més destacada de Jesús: feia al·lusió a Migdal, "torre", que era el lloc d'on procedia.
- Tomàs vol dir "bessó" (per això alguns autors el fan germà bessó de Jesús)
- Marta, "senyora".
- Bartomeu,"fill de Ptolemeu" o bé "vell arrugat".
- Sant Pau portava el nom del primer rei del poble d'Israel, Saül (llatinitzat Saulus), que significa "desitjat"; en fer-se cristià -per simbolitzar el canvi radical de la seva vida- va decidir de canviar la inicial S del nom per una P: va passar a dir-se Paulus, d'on venen Pau, Paula, Pol, Pola i Paulí, Paulina (i el diminutiu Pauló).
- També és un nom hebreu el del riu Jordà, que vol dir "el qui baixa", i que a l'edat mitjana esdevindrà un nom de persona (Jordà, Jordana): hom imposava aquest prenom (després esdevingut un cognom en gairebé totes les llengües europees als infants batejats amb aigua (portada per algun croat) del mateix riu en què Joan Baptista va batejar Jesucrist.
- Rubèn, "déu ha vist la meva aflicció".

Val a dir que molts dels prenoms d'origen hebreu eren teòfors.